# Bataillon canadien des zouaves pontificaux
Les zouaves pontificaux canadiens sont un groupe de soldats partis défendre les États pontificaux durant les guerres d’unification italienne. Fondé en 1867, il faudra attendre jusqu’en 1870 pour voir les premiers soldats canadiens débarquer en Europe. L’Association des zouaves pontificaux canadiens prendra plusieurs formes jusqu’à sa disparition en 1993.
Aujourd'hui, une seule compagnie au Québec est toujours active, la numéro 27 à Salaberry-de-Valleyfield[citation nécessaire].

## Histoire

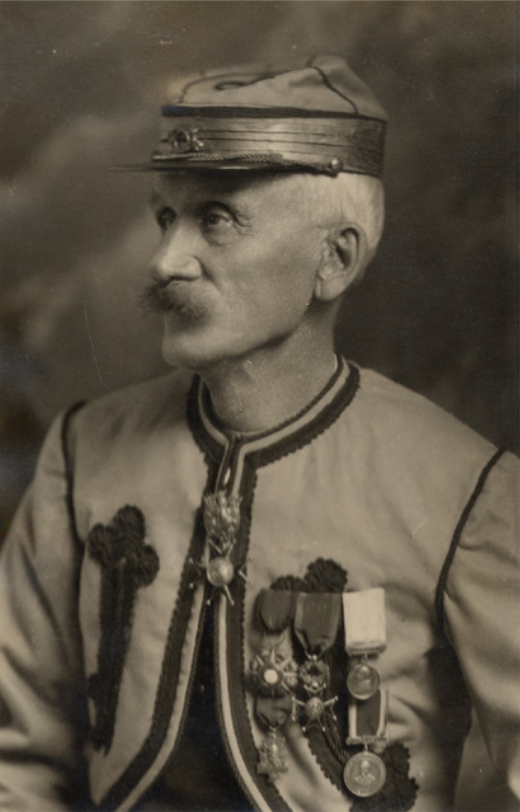
Charles-Edmond Rouleau, créateur de l'Association des zouaves de Montréal

Dans la décennie 1860-1870, la péninsule italienne traverse une époque violente, une période de conflits, de guerres d’unification appelée le Risorgimento, considérée comme la naissance de l’Italie actuelle. C’est l’époque de Garibaldi et de ses Chemises-Rouges qui veulent, enfin, réaliser l’unité nationale, l'Italie étant alors fragmentée en plusieurs entités administratives, certaines faisant partie de l'empire d'Autriche. La Papauté, ceinturée d’États semi-indépendants, veut résister à cette vague nationaliste italienne qui visait à faire de l’Italie une nation unique, et non plus une nation plurielle de plusieurs États, au nombre de huit, avec de vieilles rivalités entre nord et sud, en plus d’entre les États eux-mêmes. Des années de rivalités avaient rendu la situation très tendue en Italie, tout comme les jalousies envers les autres États plus riches, etc.
Le pape Pie IX voit d’un mauvais œil cette unification car, situés au centre de l’Italie, ses États pontificaux sont un endroit stratégique pour l’unité nationale italienne. Plusieurs des territoires papaux sont même annexés, purement et simplement, l’idée d’État pontifical ne tenant encore que grâce à l’intervention de la France. L’Église ultramontaine prêche que le Pape devait être à la fois un chef spirituel et temporel, mais les catholiques d’Europe s’éloignent de l’Église à cette époque, favorisant la logique, les Lumières, alors que la religion catholique prête plutôt un pouvoir absolu au Pape. Pie IX fait donc un appel aux armes pour recevoir de l’aide de la chrétienté, et des gens y répondent. Ce sont un peu plus de dix mille hommes qui vont rejoindre les armées du Pape.
Au Canada, le mouvement tarde à prendre de l'élan. Seulement 2 hommes répondent à l'appel au début de la décennie. Alfred LaRocque, membre d'une famille influente de Montréal, est incité à rejoindre les zouaves pontificaux. En 1867, il débarque en Italie, puis il est blessé le 3 novembre 1867 lors de la Bataille de Mentana. Sa « bravoure » est alors instrumentalisée par l'évêque de Montréal Ignace Bourget, ce qui incitera de nombreux jeunes hommes catholiques à rejoindre le mouvement. Des laïcs participent également à promouvoir la formation d'un bataillon canadien de zouaves pontificaux, dont le militaire Gustave d'Odet d'Orsonnens qui, pour cette raison, sera anobli et fait comte romain par Pie IX en 1874. 
Du mois de février 1868 au mois de septembre 1870, ce sont 507 Canadiens, qui se sont enrôlés dans l’armée papale, pour défendre Rome. C’est un grand nombre de volontaires canadiens-français, surtout quand on prend en compte la difficulté, la durée et le coût du voyage entre le Canada et l’Italie à cette époque. Mais quelles étaient les motivations de ces Canadiens français ? Certains parlent de radicalisme catholique, important dans l’histoire canadienne-française, d’autres parlent d’affirmation de soi dans la société, pour se montrer comme un croisé moderne défendant la religion, ou encore de désir d’aventure.
Cependant, le Pape capitule le 20 septembre 1870, et les Zouaves pontificaux canadiens rentrent au pays, le dernier détachement n’ayant même jamais connu le champ de bataille ni la vie dans les camps militaires, étant arrivé trop tard. Mais ce n’est pas la fin des Zouaves canadiens pour autant. Le 19 février 1871, plusieurs d’entre eux se réunissent, à Montréal, afin de se regrouper au sein d’une association de vétérans, qu’ils nomment Union Allet, en l’honneur du colonel suisse Barthélemy Allet, sous qui ils ont servi à Rome.
En 1871, quatorze zouaves quittent Montréal pour aller à l’extrémité du diocèse de Trois-Rivières fonder Piopolis, la « ville de Pie », au nom du pape que ceux-ci ont servi durant leur temps militaire. Ces zouaves participeront à la fondation de l'église Saint-Zénon-de-Piopolis, d'où le nom de la ville tire son nom, car anciennement connue sous le nom de « Marston-Sud ». . Au fil des années, la grande majorité des fondateurs quittent la ville, son paroxysme démographique atteignant 523 habitants en 1932 . 
Vers la fin du siècle, l'Union Allet s’ouvre aux fils des Zouaves, pour remplacer ceux qui mouraient, pour perpétuer leur mémoire et idéal. En 1899 est née l’Association des zouaves du Québec. En 1902 est née la branche de Trois-Rivières, une autre à Saint-Hyacinthe en 1905, une autre à Montréal en 1906, etc. En 1918, les Zouaves du Québec comptent plus de neuf cents membres. 
Cette association perdure durant le XXe siècle, servant de gardes d’honneur aux cardinaux en visite, aidant les démunis, les vétérans, participant à des œuvres caritatives, jusqu’en décembre 1993, où l’Association a décidé de donner l’ensemble de ses possessions au musée de l’Amérique française, marquant la fin de l’histoire des Zouaves canadiens. C'est à ce moment que l'archevêque de Québec cesse de reconnaître l'Association et il leur demande d'abandonner le terme « pontifical ». Aujourd'hui, l'association des zouaves du Québec est désormais déconfessionnalisée et agit sous le nom de « Club de la relève ».

## Mission
Lancée par le clergé catholique à une époque où l’ultramontanisme, doctrine dans l’Église catholique qui valorise l’autorité suprême de la papauté en matière de spiritualité et de gouvernance, était la doctrine prescrite par le clergé canadien-français, la mission des zouaves est plus complexe que ce que l’on pourrait croire au départ. En effet, selon les historiens René Hardy et Victor-Joël Couture, la mission zouaves pourrait se résumer en trois parties : la protection des territoires détenus par la papauté à Rome, résoudre les problèmes politico-religieux entre les ultramontains et les libéraux et asseoir le côté résolument catholique de la société canadienne-française.
Implanté à la suite de la suggestion de l'évêque de Montréal Ignace Bourget et d’autres membres influents du clergé, le but de cette garnison était « d’aller défendre le pape Pie IX contre le roi Victor Emmanuel II et les troupes de Garibaldi qui voulaient s’emparer des États pontificaux pour unifier l’Italie. ». Il s'agissait donc véritablement d'une mission militaire, d’un régiment ayant été formé pour défendre le Pape par les armes et ce même si les régiments canadiens n’ont jamais pu participer aux combats.
D’un autre côté, les zouaves canadiens pouvaient être vus comme une réaction du clergé canadien francophone face au libéralisme, une défense de l’Église face à la montée de la laïcisation et sa critique de l’ultramontanisme. Dans un Québec majoritairement francophone et catholique, l’Église catholique, appuyée par les éléments conservateurs, entreprenait une intense lutte idéologique visant à éliminer les « Rouges », ces éléments jugés les plus radicaux du courant de pensée libérale, héritiers des Patriotes de 1837-1838 qui défendaient des idées de laïcité, de suffrage universel, de libre-échange et d'annexion aux États-Unis. Des manifestations antilibérales confondant Rouges canadiens et Chemises rouges italiennes se tinrent un peu partout dans la colonie.
Plus qu’une simple armée n’ayant jamais connu les combats, les zouaves seront aussi utilisés comme missionnaires pacifiques pour propager les idées catholiques au reste de la population du Canada-Est et plus tard du Québec. Servant à la fois d’outil de propagande de la foi catholique, ils seront notamment utilisés à titre d’ambassadeurs non officiels pour le Canada par l’évêque de Montréal. En effet, Charles-Edmond Rouleau nous relate ceci : « Avant ce beau mouvement des zouaves, le Canada était tellement négligé et tellement ignoré que la plupart des Européens ne connaissaient même pas notre langage. Quelques-uns croyaient que nous parlions l’anglais, d’autres l’iroquois, le huron, le montagnais ou le micmac, en général un jargon sauvage à nous seuls connu. […] Aussi, quelle ne fut pas la surprise des Français, surtout, d’entendre parler, par les zouaves canadiens, la véritable langue du siècle de Louis XIV, de les voir adorer le même Dieu qu’eux, vivre et dormir comme eux ! » Ainsi, la mission des zouaves canadiens pourrait être résumée comme ceci : une mission militaire pour défendre le pape qui s’est transformée en une mission de promotion de la foi catholique et du Canada français à la fois sur le vieux et le nouveau continent.

## Organisation
L’organisation des zouaves pontificaux canadiens peut réellement être considérée comme une organisation militaire, du moins à ses débuts. En effet, toute sa structure dirigeante est directement inspirée des armées de l’époque. Comme l’indique le manuel Exercices et manœuvres d’infanterie pour les zouaves canadiens, la chaîne de commande se déroule comme ceci : « Le capitaine, à la droite de son peloton, au premier rang. Le lieutenant, en serre-file, à deux pas derrière le centre de la seconde section. Le sous-lieutenant […] l’Adjudant […] Le deuxième sous-lieutenant […] le Sergent-major […] Le Sergent de la première demi-section […] est désigné sous le nom de sous-officier de remplacement. ». Cela changera lors de la création de l’Association des zouaves de Montréal en 1899 par Charles-Edmond Rouleau et sa constitution sera adoptée en 1906. Cette association se veut comme le successeur direct de cette armée, mais en prenant un caractère plus civil. Déjà, en 1902, le journaliste Hormidas Magnan écrivait ceci : « Les zouaves de Québec représentent donc une grande idée, un principe de premier ordre ; l’art militaire n’est pas le but principal de leur association ; cet art n’en est que l’accessoire ; leur vrai but dans l’avenir est d’enseigner par l’exemple, qu’il faut surtout se montrer catholique actif ; qu’il ne faut pas seulement croire, mais encore agir. » À partir de la création de cette association, l’organisation change. On y enlève les grades militaires et on les remplace plutôt par des titres civils. Des titres comme président, vice-président, trésorier, aumônier, secrétaire-archiviste et autres se retrouvent ainsi attribués, pour répartir les nouvelles tâches que doit accomplir l’organisation. Bien sûr, la hiérarchie catholique reste au-dessus de tout cela avec l’évêque de Montréal qui valide les décisions prises.
Les zouaves canadiens n’ont jamais eu accès à un très grand nombre d’enrôlés. Seulement 507 Canadiens seront envoyés à la guerre dans la première vague de zouave 1870. Malgré ce nombre qui semble très petit, l‘armée pontificale contenait plus de 10 000 hommes, le nombre de soldats par habitant étaient au moins 5 fois plus élevés que ceux provenant de France qui n‘en envoyèrent que 3000 pour une population de 40 millions. La raison de ce petit nombre de fidèles peut être attribuée à la sélection très stricte des soldats qui seront envoyés au combat. En effet, le sociologue Jean-Philippe Warren nous dit ceci : « Conscient du rôle crucial qu’ils allaient jouer, Mgr Ignace Bourget, le très actif évêque de Montréal, avait pris soin de sélectionner de jeunes hommes appartenant à des familles aisées et détenant une certaine instruction. Les candidats n’étaient acceptés qu’à la condition de collecter 100 $ dans leur paroisse, de manière qu’ils soient reconnus comme les délégués de leur communauté. Ils devaient subir un examen médical afin de prouver leur solide constitution physique. Ils devaient en outre fournir un certificat de bonnes mœurs. » Les zouaves pontificaux Canadiens français sont ainsi une organisation très hiérarchisée où les premiers membres étaient choisis pour leur statut et leurs capacités.

## Financement
Les zouaves pontificaux recevaient très peu d’aides de l’extérieur pour financer leur association. Outre la période 1867-68 où les collectes de financement ont pu réunir plus de 14 490 dollars pour partir en guerre, l’organisation comptait sur divers événements pour remplir les coffres et ainsi offrir à leurs membres des activités gratuites. Certes, les membres devaient payer leur cotisation annuelle, mais le plus gros du financement se faisait lors de différentes activités comme : « des euchres, des bazars et des marchés aux puces annuels, vendaient des cartes pour assister à certaines soirées ou encore pour participer à des tirages. L'association louait également sa salle communautaire à différents organismes qui y tenaient des réunions ou des soirées. Pour ces occasions, les zouaves se faisaient « traiteurs » offrant nourriture (le plus souvent cuisinée par les épouses des membres) et service aux tables. ». La plus grande activité organisée fut cependant le bingo qui, à leur apogée en 1966, rapporta plus de 48 000 dollars à l’association. Cette activité commencera en 1937 pour se terminer en 1992 pour cause de difficultés financières.

## Activités

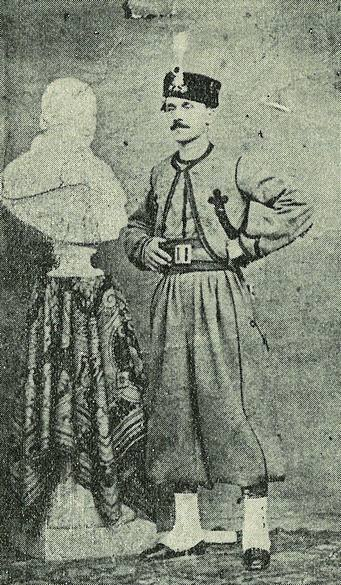
Charles-Edmond Rouleau, du régiment des zouaves pontificaux, à Rome en mai 1868

Pour les activités militaires, les zouaves canadiens ont participé à quelques combats, mais ils s’occupaient surtout des blessés et des malades, selon Roger Poitras, le dernier zouave encore en vie en 2017. En Europe, à Rome, ils ont surtout été cantonnés aux baraquements, à la vie de garnison, à l’ennui et l’isolement dans les casernes. Mais c’est au Canada, une fois de retour de la guerre, qu’ils ont été les plus actifs, même si ce n’est pas en tant que combattants.
Les premières activités de l’Association Allet fut de s’occuper de trouver du travail aux zouaves vétérans car plusieurs se retrouvèrent sans travail à leur retour d’Italie. Mais leur but était aussi de « préserver l’esprit religieux, militaire et patriotique » qui a mené des Canadiens français à la défense de la Papauté, pour être prêt à reprendre les armes si le Pape devait les rappeler à servir, en gros à être prêt à servir de bras armé au Pape sur demande, s’il avait besoin d’eux.
Puis les zouaves ont permis à des jeunes de venir à leurs réunions et assemblées, pour partager leurs idées patriotiques avec la jeunesse et « réveiller l’amour de l’Église catholique ». De plus, les zouaves qui sont revenus d’Italie, ceux qui ont servi sous les drapeaux, ont participé à des manifestations, qu’elles soient religieuses ou cérémonielles, à travers le Canada.
Ils n’ont pas oublié les préceptes de l’Église et sont venus en aide aux plus démunis, mais servaient aussi de gardes d’honneur aux cardinaux en visite. Ils aident aussi à amasser des fonds pour l’Église, pour ériger des monuments.
Les zouaves ont donc continué d’agir en tant qu’organisme qui aidait les démunis, supportait les vétérans et aidait à la collecte de fonds pour l’Église et pour d’autres œuvres caritatives, dans l’esprit catholique de l’aide à son prochain, et de gardes cérémonials pour processions religieuses ou de gardes d’honneur aux cardinaux étrangers en visite au Canada.